# Muričevec
Muričevec – wieś w Chorwacji, w żupanii varażdińskiej, w mieście Lepoglava. W 2011 roku liczyła 195 mieszkańców.